# Leptochiton inquinatus
Leptochiton inquinatus är en blötdjursart som först beskrevs av Reeve 1847.  Leptochiton inquinatus ingår i släktet Leptochiton och familjen Leptochitonidae. Inga underarter finns listade i Catalogue of Life.